# Giovanni Colonna (1295–1348)
Giovanni Colonna (ur. w 1295 w Rzymie, zm. 3 lipca 1348 w Awinionie) − włoski kardynał z potężnego rzymskiego rodu arystokratycznego.

## Życiorys
Był synem Stefano Colonny i Insula Calcedonia. Przeznaczony do stanu duchownego, uzyskał stanowiska w kapitułach katedralnych w Bayeux i Moguncji i został protonotariuszem apostolskim. 18 grudnia 1327 papież Jan XXII mianował go kardynałem diakonem Sant’Angelo in Pescheria. Uczestniczył w konklawe 1334 jako lider włoskich kardynałów, pragnących szybkiego powrotu papiestwa do Rzymu. Archiprezbiter bazyliki laterańskiej i bazyliki Matki Bożej Większej. Brał udział w konklawe 1342. Zabiegał u papieża Klemensa VI o wsparcie dla misji franciszkańskich w Armenii. Był także przyjacielem Petrarki i autorem żywotów papieży od św. Piotra do Bonifacego VIII. Zmarł w wyniku epidemii dżumy w 1348.